# 榊原英資
榊原英資（日语：／ Sakakibara Eisuke；1941年3月27日—），出身日本神奈川縣的經濟學者、青山學院大學客座教授，曾是日本國大藏省官僚，專長為國際金融學。

## 生平
榊原英資出身公務員家庭，其父榊原麗一，曾任日本首相秘書官。其兄榊原俊資，曾在丸紅公司服務。
榊原畢業於東京大學經濟學部，大學畢業後即進入大藏省工作（分配處關稅局國際課）。在大藏省工作時，曾至美國進修，就讀匹茲堡大學，後於密西根大學取得博士學位。
1995年4月，日圓對美元攀升到79.75日元，榊原英資時任職於大藏省國際金融局長，與美國合作，干預匯市，成功將日圓貶值到100日元以下。因此被《紐約時報》稱為「日圓先生」（Mr. Yen）。
他曾經提倡亞元，近年來致力於提倡東亞漢字經濟圈的整合。

## 著作

### 單著
- "Dynamic Optimization and Economic Policy" American Economic Review. Dec. 1970; 60（5）: 826-36
- "A Dynamic Approach to Balance of Payments Theory" Journal of International Economics. Feb. 1975; 5（1）: 31-54
- "The End of Progressivism: A Search for New Goals" Foreign Affairs. Sept.-Oct. 1995; 74（5）: 8-14
- 《ユーロダラーと国際通貨改革》（日本經濟新聞社, 1975年）
- 《日本を演出する新官僚像》（山手書房,1977年）
- 《資本主義を超えた日本――日本型市場経済体制の成立と展開》（東洋經濟新報社, 1990年）
- 《文明としての日本型資本主義――「富」と「権力」の構図》（東洋經濟新報社, 1993年）
- 《進歩主義からの訣別――日本異質論者の罪》（讀賣新聞社, 1996年）
- 《新世紀への構造改革――進歩から共生へ》（讀賣新聞社, 1997年）
- 《吃遍世界看經濟》
- 《我該學什麼，金錢地位能不請自來：如何在自己這一行獲得「喊水會結凍」的地位》

### 合著
- "A Qualitative Analysis of Euro-Currency Controls" （with John Hewson） Journal of Finance. May 1975; 30（2）: 377-400
- "The Effect of U.S. Controls on U.S. Commercial Bank Borrowing in the Euro-Dollar Market" （with John Hewson） Journal-of-Finance. Sept. 1975; 30（4）: 1101-10

### 編著
- 『FB政府短期証券』（金融財政事情研究會, 1986年）
- 『日米欧の経済・社会システム』（東洋經濟新報社, 1995年）